# Chiến lược Inkspot
Chiến lược Inkspot ("Đốm mực") là một chiến lược quân sự sử dụng chế ngự một vùng chiếm đóng với một lực lượng quân sự tương đối nhỏ. Trước hết, thiết lập các cứ điểm quân sự vững chắc. Sau đó, đẩy dần ra khu vực xung quanh, mở rộng sự kiểm soát và làm cho vùng chiếm đóng ngày càng mở rộng hơn cho đến khi tiếp giáp với các vùng chiếm đóng mở rộng khác.

## Tên gọi
Tên của chiến lược đề cập đến hình ảnh các đốm mực lan ra trên một tờ giấy trắng, bắt đầu như những điểm rải rác nhỏ nhưng lan rộng ra và sau đó phủ toàn bộ  tờ giấy.

## Lịch sử
Trong lịch sử, chiến lược Inkspot gắn liền với tình trạng Tình trạng khẩn cấp Malaya và chiến tranh Việt Nam.
Gần đây, thuật ngữ này đã được sử dụng để chỉ chiến dịch của NATO ở Afghanistan và các chiến dịch do Mỹ đứng đầu chống lại quân nổi dậy ở Iraq.